# دهستان پسکوه (قائنات)
دهستان پسکوه دهستانی در بخش سده شهرستان قائنات استان خراسان جنوبی ایران است و مرکز آن روستای تیغاب است. این دهستان دارای ۱۸ روستا می‌باشد.